# Bohumil Cepák
Bohumil Cepák (* 13. Juli 1951 in Sezimovo Ústí; † 4. September 2021) war ein tschechoslowakischer Handballtorwart.

## Leben
Cepák gehörte zum Aufgebot der tschechoslowakischen Handballnationalmannschaft bei den Olympischen Spielen 1976 in Montreal. Er belegte mit der Mannschaft den siebten Rang. Auf Vereinsebene spielte Cepák bei Dukla Prag und wechselte nach seinem Militärdienst zum TJ Gottwaldov. Später wurde er Assistenztrainer bei den Jugendnationalmannschaften Tschechiens.